# Сентенијал (Вајоминг)
Сентенијал (енгл. Centennial) насељено је место без административног статуса у америчкој савезној држави Вајоминг.

## Демографија
По попису из 2010. године број становника је 270, што је 79 (41,4%) становника више него 2000. године.
| Група             | 2000.       | 2010.       |
| Белци             | 178 (93,2%) | 260 (96,3%) |
| Афроамериканци    | 0 (0,0%)    | 0 (0,0%)    |
| Азијати           | 2 (1,0%)    | 0 (0,0%)    |
| Хиспаноамериканци | 6 (3,1%)    | 6 (2,2%)    |
| Укупно            | 191         | 270         |